# Південні Бунтарі
Південні Бунтарі — таємний гурток на території України, найбільшу активність виявив у 1875—1876 роках.
Членами гуртка були В. Дебогорій-Мокрієвич, Я. Стефанович, І. Бохановський, Л. Дейч та ін. Члени цього гуртка за допомогою селянських бойових загонів планували розпочати повстання. У 1877 південні бунтарі намагалися створити у Чигиринському повіті таємну організацію серед селян для підготовки повстання, однак її незабаром розгромила поліція (Чигиринська змова, 1877).

## Історія
1875 і 1876 в Одесі та Києві ініціатори залучили співпрацівниками, зокрема А.Макаревич, В.Малиновську, М.Ковалевську, В.Засулич, М.Колєнкіну, І.Бохановського, В.Лепешинського, М.Буха, П.Рохальського, Л.Дейча, В.Костюрина, В.Малинку, І.Дроб'язгіна, М.Фроленка, С.Чубарова, І. Ходько. Їх надихала віра в можливість збурити в Україні антиурядове повстання. Надзвичайний ентузіазм походив, за словами Л.Дейча, з «історичної традиції про Запорозьку Січ, козацтво, гайдамаччину — традиції, забарвленої романтизмом, опоетизованої Гоголем, Кулішем, Шевченком та ін.»
За політичними поглядами солідаризувалися з учасниками «Землі і волі» 1876—1879, проте переговори з Д.Лизогубом і М.Натансоном про об'єднання 1876 не досягли успіху. «П.б.» трималися переконання в доцільності досить ізольованих нелегальних формувань, настільки убезпечених, щоби провал якогось із них не призвів до повсюдного погрому осередків жандармами. Під впливом уявлень про вкорінення радикальних настроїв серед селян «П.б.» виробили програму (хоча заперечували потребу її документальної фіксації) опори на «громадський рух» заради «спалаху вже підігрітого матеріалу».
На з'їзді в Смілі навесні 1876 «бунтарі» ухвалили розташуватися по мережі пунктів заради очікування слушного моменту й накопичення революційних арсеналів. Відтак у Худяках (нині перенесене через спорудження Кременчуцької ГЕС на нове місце село Черкаського району Черкаської області) дислокувалися М.Бух, М.Колєнкіна й В.Лепешинський, неподалік — В.Засулич і М.Фроленко, біля залізничної ст. Знам'янка — М.Ковалевська і В.Дебагорій-Мокрієвич. С.Чубаров найняв у Єлизаветграді (нині м. Кропивницький) будинок, надавши його в розпорядження В.Малинки та П.Рохальського (там відбувались і збори «П.б.»). Придбати за кордоном друкарський верстат було відряджено А.Макаревич, зброю купив у Санкт-Петербурзі М.Фроленко.
Влітку 1876 В.Малинка, І.Дроб'язгін і Л.Дейч за допомоги єлизаветградського терориста Л.Майданського учинили в Одесі замах на колишнього члена «Київської комуни» М.Гориновича, запідозреного у зраді (покалічили, проте він вижив). Унаслідок зміни ситуації «П.б.» довелося покинути впроваджені бази, а терміновий з'їзд під Харковом, в Основ'янському лісі, виявив розчарованість в започаткованих справах, складність практичної реалізації задуманих акцій. Наприкінці 1876 нарада в Києві дійшла висновку про потребу згорнути організацію. І.Бохановський, Л.Дейч, С.Чубаров і Я.Стефанович приховано розгорнули втілення Чигиринської змови 1877.